# Serghiești, Horohiv
Serghiești (în ucraineană Сергіївка, transliterat: Serhiivka) este un sat în comuna Jabce din raionul Horohiv, regiunea Volînia, Ucraina.

## Demografie
Componența lingvistică a localității Serghiești
     Ucraineană (98,89%)
     Rusă (1,11%)
Conform recensământului din 2001, majoritatea populației localității Serghiești era vorbitoare de ucraineană (98,89%), existând în minoritate și vorbitori de rusă (1,11%).